# 한파
한파(寒波, 영어: cold wave, cold snap, Arctic snap 또는 cold spell)는 기온이 급격하게 내려가는 현상이다. 차가운 대륙 고기압의 발달과 북극 진동 지수가 음으로 떨어지면서 약해진 제트기류로 인해 한랭기단(cold air mass)이 저위도 지역으로 남하할 때 나타난다.
대한민국 기상청(KMA)에서는 전날 보다 아침 최저기온이 10℃나 15℃ 이상으로 떨어져 3℃ 이하로 내려거가나, -12℃나 -15℃ 이하가 2일 이상 지속 될 때 한파주의보와 한파경보가 발령된다. 미국 국립기상청(NWS)에서는 평균 기온이 전날보다 7℃(20 °F) 이상 떨어지는 것으로 정의한다.

## 같이 보기
- 극소용돌이
- 화산 겨울
- 조드